# Laphria rapax
Laphria rapax är en tvåvingeart som beskrevs av Osten Sacken 1877. Laphria rapax ingår i släktet Laphria och familjen rovflugor. Inga underarter finns listade i Catalogue of Life.